# José Sabogal
José Arnaldo Sabogal Diéguez (ur. 19 marca 1888 w prowincji Cajabamba, zm. 15 grudnia 1956 w Limie) – peruwiański malarz i eseista, twórca indygenizmu w malarstwie peruwiańskim.

## Życie prywatne
Urodził się w metyskiej rodzinie w Cajabambie na północy Peru. Jego rodzicami byli Matías Sabogal del Castillo i Manuela Diéguez de Florencia. W 1922 roku ożenił się z poetką i pisarką Maríą Wiesse Romero (1894–1964), córką Carlosa Wiesse Portocarrero, badacza historii peruwiańskiej. Z tego małżeństwa urodziła się dwójka dzieci: José Rodolfo Sabogal Wiesse (1923–1983) i Rosa Teresa Sabogal Wiesse (1925–1985).

## Praca i dzieło
Po ukończeniu studiów na Akademii Sztuk Pięknych w Buenos Aires pracował jako nauczyciel sztuki w San Salvador de Jujuy na północy Argentyny. Od 1932 do 1943 był dyrektorem Akademii Sztuk Pięknych w Limie. Razem z Luisem Eduardo Valcárcelem stworzył Muzeum Kultury Peruwiańskiej w tym mieście.
José Sabogal zapoczątkował indygenizm w malarstwie peruwiańskim. Wzniósł Indianina do rangi tematu artystycznego, co wywołało skandal, gdy wystawił swoje namalowane w Cuzco płótna po raz pierwszy w Limie w 1919 roku.
Jego najbardziej znanymi uczniami byli Camilo Blas, Enrique Camino Brent, Julia Codesido, Cota Carvallo, Jorge Segura, Aquiles Ralli, Gamaniel Palomino, Pedro Azabache, Andrés Zevallos i Eladio Ruiz.

## Wystawa w Krakowie
W 1998 roku wystawiono obrazy José Sabogala w galerii Klubu Garnizonowego przy ul. Zyblikiewicza w Krakowie. Organizatorem wystawy był Fernando Málaga, mąż Isabel Sabogal-Málagi, wnuczki malarza.

## Eseje
- Mates burilados: arte vernacular peruano ("Mates burilados": peruwiańska sztuka ludowa), Lima, 1945[3]
- Pancho Fierro, estampas del pintor peruano (Pancho Fierro, ryciny peruwiańskiego malarza), Lima, 1945[4]
- El toro en las artes populares del Perú (Byk w peruwiańskiej sztuce ludowej), Lima, 1949[5]
- El "kero", vaso de libaciones cusqueño de madera pintada ("Kero", cuzqueński kubek do libacji z malowanego drzewa), Lima, 1952[6]
- El desván de la imaginería peruana (Poddasze religijnej sztuki peruwiańskiej), Lima, 1956, 1988[7]
- Del arte en el Perú y otros ensayos (O sztuce peruwiańskiej i inne eseje), Lima, 1975[8]